# Hilaire Spannoghe
Hilaire Frederique Spannoghe (* 30. Oktober 1879 in Grembergen; † unbekannt) war ein belgischer Fußballspieler.
Er war im Jahre 1900 als Mitglied des Fußballclubs der Université libre de Bruxelles Teilnehmer der Olympischen Sommerspiele in Paris. Im Turnier verlor seine Mannschaft das einzige Spiel gegen die französische Auswahl mit 2:6, in dem er eins der zwei Tore seiner Mannschaft schoss, und belegte den 3. Platz.